# Легка атлетика на літніх Олімпійських іграх 2016 — біг на 5000 метрів (жінки)
Змагання з легкої атлетики в бігові на 5000 метрів серед жінок на літніх Олімпійських іграх 2016 відбуваються від 16 до 19 серпня на Олімпійському стадіоні Жоао Авеланжа.

## Рекорди
Станом на 16 серпня 2016 світовий і олімпійський рекорди були такими:
| Світовий рекорд     | Тірунеш Дібаба (ETH) | 14:11.15 | Осло, Норвегія    | 6 червня 2008   |
| Олімпійський рекорд | Габріела Сабо (ROU)  | 14:40.79 | Сідней, Австралія | 25 вересня 2000 |

## Розклад змагань
Час місцевий (UTC−3).
| Дата                | Час   | Раунд            |
| ------------------- | ----- | ---------------- |
| Вівторок, 16 серпня | 9:30  | Попередні забіги |
| П'ятниця, 19 серпня | 21:40 | Фінал            |

## Результати

### Попередні забіги

#### Забіг 1
| Місце | Спортсменка            | Країна                              | Час      | Примітки |
| ----- | ---------------------- | ----------------------------------- | -------- | -------- |
| 1     | Геллен Обірі           | Кенія (KEN)                         | 15:19.48 | Q        |
| 2     | Ясмін Джан             | Туреччина (TUR)                     | 15:19.50 | Q        |
| 3     | Мерсі Чероно           | Кенія (KEN)                         | 15:19.56 | Q        |
| 4     | Шелбі Гуліган          | США (USA)                           | 15:19.76 | Q        |
| 5     | Сьюзен Кейкен          | Нідерланди (NED)                    | 15:19.96 | Q, SB    |
| 6     | Мейделін Гіллс         | Австралія (AUS)                     | 15:21.33 | Q        |
| 7     | Міюкі Уехара           | Японія (JPN)                        | 15:23.41 | Q, SB    |
| 8     | Абабель Єшанех         | Ефіопія (ETH)                       | 15:24.38 | Q        |
| 9     | Джулієт Чеквел         | Уганда (UGA)                        | 15:29.07 |          |
| 10    | Лора Віттл             | Велика Британія (GBR)               | 15:31.30 |          |
| 11    | Луїза Картон           | Бельгія (BEL)                       | 15:34.39 |          |
| 12    | Кім Конлі              | США (USA)                           | 15:34.39 |          |
| 13    | Джессіка О'Коннелл     | Канада (CAN)                        | 15:51.18 |          |
| 14    | Люсі Олівер            | Нова Зеландія (NZL)                 | 15:53.77 |          |
| 15    | Шерон Фірісуа          | Соломонові Острови (SOL)            | 18:01.62 |          |
| 16    | Беатріс Камучанга      | Демократична Республіка Конго (COD) | 19:29.47 |          |
|       | Даліла Абдулкадір Госа | Бахрейн (BRN)                       | DNS      |          |

#### Забіг 2
У другому забігові Еббі Д'Агостіно і Нікке Гамблін зіткнулись і впали. Д'Агостіно змогла першою звестись на ноги, але, замість того, щоб бігти далі, вона зупинилась допомогти встати Гамблін. Пізніше виявилось, що травма Д'Агостіно серйозніша, коли вона, побігши далі, почала шкутильгати і знову впала. Цього разу вже Гамблін зупинилась і заохочувала її завершити забіг. Після забігу організатори вирішили відновити їх як фіналісток.
| Місце | Bib  | Спортсменка       | Країна                | Час      | Примітки |
| ----- | ---- | ----------------- | --------------------- | -------- | -------- |
| 1     | 641  | Алмаз Аяна        | Ефіопія (ETH)         | 15:04.35 |          |
| 2     | 649  | Сенбере Тефері    | Ефіопія (ETH)         | 15:17.43 |          |
| 3     | 946  | Вів'єн Черуйот    | Кенія (KEN)           | 15:17.74 |          |
| 4     | 1068 | Кароліна Гровдаль | Норвегія (NOR)        | 15:17.83 |          |
| 5     | 709  | Ейліш Макколган   | Велика Британія (GBR) | 15:18.20 |          |
| 6     | 344  | Елоїз Веллінгс    | Австралія (AUS)       | 15:19.02 | SB       |
| 7     | 329  | Женев'єв Лаказ    | Австралія (AUS)       | 15:20.45 | PB       |
| 8     | 725  | Стефані Твелл     | Велика Британія (GBR) | 15:25.90 |          |
| 9     | 918  | Місакі Онісі      | Японія (JPN)          | 15:29.17 |          |
| 10    | 445  | Мімі Белете       | Бахрейн (BRN)         | 15:29.72 |          |
| 11    | 490  | Андреа Секкафєн   | Канада (CAN)          | 15:30.32 |          |
| 12    | 920  | Аюко Судзукі      | Японія (JPN)          | 15:41.81 |          |
| 13    | 1271 | Стелла Чесанг     | Уганда (UGA)          | 15:49.80 |          |
| 14    | 351  | Дженніфер Вент    | Австрія (AUT)         | 16:07.02 |          |
| 15    | 1075 | Ніккі Гамблін     | Нова Зеландія (NZL)   | 16:43.61 |          |
| 16    | 1335 | Еббі Д'Агостіно   | США (USA)             | 17:10.02 |          |
|       | 505  | Бібіро Алі Тахер  | Чад (CHA)             | DNF      |          |

### Фінал
| Місце | Bib  | Спортсменка       | Nation                | Час      | Примітки |
| ----- | ---- | ----------------- | --------------------- | -------- | -------- |
| 1     | 946  | Вів'єн Черуйот    | Кенія (KEN)           | 14:26.17 |          |
| 2     | 954  | Геллен Обірі      | Кенія (KEN)           | 14:29.77 |          |
| 3     | 641  | Алмаз Аяна        | Ефіопія (ETH)         | 14:33.59 |          |
| 4     | 945  | Мерсі Чероно      | Кенія (KEN)           | 14:42.89 |          |
| 5     | 649  | Сенбере Тефері    | Ефіопія (ETH)         | 14:43.75 |          |
| 6     | 1257 | Ясмін Джан        | Туреччина (TUR)       | 14:56.96 |          |
| 7     | 1068 | Кароліна Гровдаль | Норвегія (NOR)        | 14:57.53 |          |
| 8     | 1036 | Сьюзен Кейкен     | Нідерланди (NED)      | 15:00.69 |          |
| 9     | 344  | Елоїз Веллінгс    | Австралія (AUS)       | 15:01.59 |          |
| 10    | 325  | Мейделін Гіллс    | Австралія (AUS)       | 15:04.05 |          |
| 11    | 1348 | Шелбі Гуліган     | США (USA)             | 15:08.89 |          |
| 12    | 329  | Женев'єв Лаказ    | Австралія (AUS)       | 15:10.35 |          |
| 13    | 709  | Ейліш Макколган   | Велика Британія (GBR) | 15:12.09 |          |
| 14    | 653  | Абабель Єшанех    | Ефіопія (ETH)         | 15:18.26 |          |
| 15    | 924  | Міюкі Уехара      | Японія (JPN)          | 15:34.97 |          |
| 16    | 351  | Дженніфер Вент    | Австрія (AUT)         | 15:56.11 |          |
| 17    | 1075 | Ніккі Гамблін     | Нова Зеландія (NZL)   | 16:14.24 |          |
| -     | 1335 | Еббі Д'Агостіно   | США (USA)             | DNS      |          |